# Andreas Thorkildsen
Andreas Thorkildsen (Kristiansand, 1 de abril de 1982) é um atleta norueguês  bicampeão olímpico de lançamento de dardo em Atenas 2004 e Pequim 2008.
Thorkildsen é o actual detentor do recorde olímpico de 90,57m, obtido em Pequim 2008, destronando o anterior recorde, que pertencia a Jan Železný. A sua melhor marca é de 91,59m conseguida no ano de 2006 em Oslo.